# Francisco Martínez Soria
Francisco "Paco" Martínez Soria (Tarazona, 18 dicembre 1902 – Madrid, 26 febbraio 1982) è stato un attore spagnolo.

## Filmografia parziale
- Almas en peligro, regia di Antonio Santillán (1952)
- La ciudad no es para mí, regia di Pedro Lazaga (1966)
- ¿Qué hacemos con los hijos?, regia di Pedro Lazaga (1967)
- El turismo es un gran invento, regia di Pedro Lazaga (1968)
- Abuelo Made in Spain, regia di Pedro Lazaga (1969)
- ¡¡Se armó el belén!!, regia di José Luis Sáenz de Heredia (1969)
- Don Erre que erre, regia di José Luis Sáenz de Heredia (1970)
- Hay que educar a papá, regia di Pedro Lazaga (1971)
- El padre de la criatura, regia di Pedro Lazaga (1972)
- El abuelo tiene un plan, regia di Pedro Lazaga (1973)
- El calzonazos, regia di Mariano Ozores (1974)
- El alegre divorciado, regia di Pedro Lazaga (1976)
- Estoy hecho un chaval, regia di Pedro Lazaga (1977)
- ¡Vaya par de gemelos!, regia di Pedro Lazaga (1978)
- Es peligroso casarse a los 60, regia di Mariano Ozores (1981)
- La tía de Carlos, regia di Luis María Delgado (1982)